# Frederik Børsting
Frederik Lindbøg Børsting (ur. 13 lutego 1995 w Klarup) – duński piłkarz grający na pozycji pomocnika. Od 2024 roku zawodnik Vendsyssel FF.

## Kariera klubowa
Jest wychowankiem Aalborgu BK. W czasach juniorskich trenował także w RKG Klarup. W 2014 roku dołączył do seniorskiego zespołu Aalborgu. W Superligaen zadebiutował 26 lipca 2014 w wygranym 2:0 meczu z FC Midtjylland. Pierwszą bramkę w najwyższej lidze duńskiej zdobył 2 marca 2015 w wygranym 3:1 spotkaniu z Esbjergiem. Łącznie w barwach Aalborga rozegrał 209 spotkań ligowych, w których strzelił 17 goli.
W 2022 roku został zawodnikiem norweskiego SK Brann. W tym samym roku wywalczył z klubem awans z 1. divisjon do Eliteserien. W pierwszej lidze norweskiej zadebiutował 10 kwietnia 2023 w wygranym 3:0 meczu z FK Haugesund. Pierwszego gola w tych rozgrywkach strzelił 22 kwietnia 2023 w wygranym 3:1 spotkaniu z Vålerenga Fotball. W 2023 roku zdobył z zespołem Puchar Norwegii. Łącznie dla Brann rozegrał 59 ligowych spotkań, w których strzelił 9 goli.
W styczniu 2024 roku podpisał 2,5-letni kontrakt z Vendsyssel FF.

## Kariera reprezentacyjna
W 2016 roku wystąpił wraz z reprezentacją na igrzyskach olimpijskich w Rio de Janeiro. W 2017 roku rozegrał jedno spotkanie na mistrzostwach Europy U-21.